# Alternanthera cordobensis
Alternanthera cordobensis là loài thực vật có hoa thuộc họ Dền. Loài này được (Standl.) Standl. mô tả khoa học đầu tiên năm 1930.